# Saison 2021-2022 des Lakers de Los Angeles
La saison 2021-2022 des Lakers de Los Angeles est la 75e saison de la franchise des Lakers (sans compter les Gems de Détroit de la saison 1946-1947 dans la NBL), la 74e saison au sein de la National Basketball Association (NBA) et la 62e saison dans la ville de Los Angeles.
Le 20 août 2021, la ligue annonce que la saison régulière démarre le 19 octobre 2021, avec un format typique de 82 matchs.
La franchise fait notamment les acquisitions de Russell Westbrook et Carmelo Anthony durant l'intersaison, dans le but d'entourer LeBron James et Anthony Davis dans la reconquête d'un titre et les Lakers font figure de favoris en début de saison.
En dépit des blessures à répétition des cadres de l'équipe, le 5 avril 2022, les Lakers sont éliminés de la course aux playoffs, malgré les attentes de début de saison. La franchise termine aux portes du play-in tournament à la 11e place de la conférence Ouest et à la 4e place de leur division.
À l'issue de la saison régulière, l'entraineur principal Frank Vogel est licencié, au terme de trois saisons où il amené les Lakers au titre NBA en 2020.

## Draft
| Tour | Choix | Joueur         | Poste | Nationalité | Provenance           |
| ---- | ----- | -------------- | ----- | ----------- | -------------------- |
| 1    | 22    | Isaiah Jackson | C/PF  | États-Unis  | Wildcats du Kentucky |

## Matchs

### Summer League
| Summer League Total: 4-3 |

| Match | Date match | Équipe     | Score   | Meilleur marqueur   | Meilleur rebondeur | Meilleur passeur     | Lieux Spectateurs | Série |
| ----- | ---------- | ---------- | ------- | ------------------- | ------------------ | -------------------- | ----------------- | ----- |
| 1     | 3 août     | Miami      | D 78-80 | Devontae Cacok (15) | Devontae Cacok (7) | Devontae Cacok (4)   | Golden 1 Center 0 | 0 - 1 |
| 2     | 4 août     | Sacramento | V 94-74 | Devontae Cacok (13) | Yoeli Childs (8)   | Reaves, Robinson (3) | Golden 1 Center 0 | 1 - 1 |

| Match | Date match | Équipe        | Score    | Meilleur marqueur   | Meilleur rebondeur | Meilleur passeur    | Lieux                | Série |
| ----- | ---------- | ------------- | -------- | ------------------- | ------------------ | ------------------- | -------------------- | ----- |
| 1     | 8 août     | Phoenix       | V 73-72  | Devontae Cacok (13) | Cacok, Law (7)     | Zavier Simpson (5)  | Thomas & Mack Center | 1 - 0 |
| 2     | 11 août    | New York      | D 82-91  | Cacok, Law (14)     | Mac McClung (7)    | Justin Robinson (6) | Thomas & Mack Center | 1 - 1 |
| 3     | 13 août    | L.A. Clippers | V 86-84  | Vic Law (15)        | Vic Law (8)        | Devontae Cacok (4)  | Thomas & Mack Center | 2 - 1 |
| 4     | 14 août    | Détroit       | D 86-103 | Jordan Floyd (16)   | Tres Tinkle (9)    | Jordan Floyd (5)    | Thomas & Mack Center | 2 - 2 |
| 5     | 17 août    | Golden State  | V 84-76  | Trevelin Queen (21) | Vic Law (9)        | Justin Robinson (8) | Thomas & Mack Center | 3 - 2 |

### Pré-saison
| Pré-saison Total: 0-6 (Domicile : 0-3; Extérieur : 0-3) |

| Match | Date match | Équipe         | Score     | Meilleur marqueur  | Meilleur rebondeur     | Meilleur passeur            | Lieux Spectateurs       | Série |
| ----- | ---------- | -------------- | --------- | ------------------ | ---------------------- | --------------------------- | ----------------------- | ----- |
| 1     | 3 octobre  | Brooklyn       | D 97-123  | Malik Monk (15)    | Kendrick Nunn (7)      | Bazemore, Horton-Tucker (3) | Staples Center 16 000   | 0 - 1 |
| 2     | 6 octobre  | @ Phoenix      | D 105-117 | Malik Monk (18)    | Anthony Davis (8)      | Rajon Rondo (5)             | Footprint Center 12 434 | 0 - 2 |
| 3     | 8 octobre  | @ Golden State | D 114-121 | Dwight Howard (23) | Dwight Howard (12)     | Rajon Rondo (6)             | Chase Center 18 064     | 0 - 3 |
| 4     | 10 octobre | Phoenix        | D 94-123  | Anthony Davis (19) | DeAndre Jordan (5)     | Anthony Davis (6)           | Staples Center 13 844   | 0 - 4 |
| 5     | 12 octobre | Golden State   | D 99-111  | Anthony Davis (20) | Russell Westbrook (10) | Russell Westbrook (6)       | Staples Center 11 526   | 0 - 5 |
| 6     | 14 octobre | @ Sacramento   | D 112-116 | LeBron James (30)  | Anthony Davis (12)     | Austin Reaves (7)           | Golden 1 Center 0       | 0 - 6 |

### Saison régulière
| Saison régulière Total: 33-49 (Domicile : 21-20; Extérieur : 12-29) |

| Match | Date match | Équipe          | Score          | Meilleur marqueur    | Meilleur rebondeur     | Meilleur passeur       | Lieux Spectateurs     | Série |
| ----- | ---------- | --------------- | -------------- | -------------------- | ---------------------- | ---------------------- | --------------------- | ----- |
| 1     | 19 octobre | Golden State    | D 114-121      | LeBron James (34)    | Davis, James (11)      | James, Rondo (5)       | Staples Center 18 997 | 0 - 1 |
| 2     | 22 octobre | Phoenix         | D 105-115      | LeBron James (25)    | Anthony Davis (14)     | Russell Westbrook (9)  | Staples Center 18 997 | 0 - 2 |
| 3     | 24 octobre | Memphis         | V 121-118      | Carmelo Anthony (28) | Davis, Jordan (8)      | Russell Westbrook (13) | Staples Center 18 997 | 1 - 2 |
| 4     | 26 octobre | @ San Antonio   | V 125-121 (OT) | Anthony Davis (35)   | Anthony Davis (17)     | Russell Westbrook (8)  | AT&T Center 18 354    | 2 - 2 |
| 5     | 27 octobre | @ Oklahoma City | D 115-123      | Anthony Davis (30)   | Russell Westbrook (14) | Russell Westbrook (13) | Paycom Center 15 783  | 2 - 3 |
| 6     | 29 octobre | Cleveland       | V 113-101      | LeBron James (26)    | Anthony Davis (9)      | LeBron James (8)       | Staples Center 18 997 | 3 - 3 |
| 7     | 31 octobre | Houston         | V 95-85        | Carmelo Anthony (23) | Anthony Davis (13)     | Russell Westbrook (9)  | Staples Center 16 448 | 4 - 3 |

| Match | Date match  | Équipe        | Score           | Meilleur marqueur        | Meilleur rebondeur       | Meilleur passeur       | Lieux Spectateurs            | Série   |
| ----- | ----------- | ------------- | --------------- | ------------------------ | ------------------------ | ---------------------- | ---------------------------- | ------- |
| 8     | 2 novembre  | Houston       | V 119-117       | LeBron James (30)        | Trois joueurs (9)        | LeBron James (10)      | Staples Center 18 997        | 5 - 3   |
| 9     | 4 novembre  | Oklahoma City | D 104-107       | Anthony Davis (29)       | Anthony Davis (18)       | Davis, Westbrook (5)   | Staples Center 18 997        | 5 - 4   |
| 10    | 6 novembre  | @ Portland    | D 90-105        | Malik Monk (13)          | Jordan, Westbrook (9)    | Russell Westbrook (6)  | Moda Center 19 393           | 5 - 5   |
| 11    | 8 novembre  | Charlotte     | V 126-123 (OT)  | Anthony Davis (32)       | Davis, Westbrook (12)    | Russell Westbrook (14) | Staples Center 18 997        | 6 - 5   |
| 12    | 10 novembre | Miami         | V 120-117 (OT)  | Malik Monk (27)          | Anthony Davis (13)       | Russell Westbrook (14) | Staples Center 18 997        | 7 - 5   |
| 13    | 12 novembre | Minnesota     | D 83-107        | Anthony Davis (22)       | Dwight Howard (10)       | Rajon Rondo (8)        | Staples Center 18 997        | 7 - 6   |
| 14    | 14 novembre | San Antonio   | V 114-106       | Anthony Davis (34)       | Anthony Davis (15)       | Rondo, Westbrook (7)   | Staples Center 18 997        | 8 - 6   |
| 15    | 15 novembre | Chicago       | D 103-121       | Talen Horton-Tucker (28) | Quatre joueurs (6)       | Russell Westbrook (8)  | Staples Center 18 997        | 8 - 7   |
| 16    | 17 novembre | @ Milwaukee   | D 102-109       | Talen Horton-Tucker (25) | Talen Horton-Tucker (12) | Russell Westbrook (15) | Fiserv Forum 17 341          | 8 - 8   |
| 17    | 19 novembre | @ Boston      | D 108-130       | Anthony Davis (31)       | Davis, James (6)         | Russell Westbrook (6)  | TD Garden 19 156             | 8 - 9   |
| 18    | 21 novembre | @ Détroit     | V 121-116       | Anthony Davis (30)       | Anthony Davis (10)       | Russell Westbrook (10) | Little Caesars Arena 15 532  | 9 - 9   |
| 19    | 23 novembre | @ New York    | D 100-106       | Russell Westbrook (31)   | Russell Westbrook (13)   | Russell Westbrook (10) | Madison Square Garden 19 812 | 9 - 10  |
| 20    | 24 novembre | @ Indiana     | V 124-116 (OT)  | LeBron James (39)        | DeAndre Jordan (11)      | LeBron James (6)       | Gainbridge Fieldhouse 15 572 | 10 - 10 |
| 21    | 26 novembre | Sacramento    | D 137-141 (3OT) | LeBron James (30)        | Russell Westbrook (10)   | James, Westbrook (11)  | Staples Center 18 997        | 10 - 11 |
| 22    | 28 novembre | Détroit       | V 110-106       | LeBron James (33)        | Anthony Davis (10)       | LeBron James (9)       | Staples Center 18 997        | 11 - 11 |
| 23    | 30 novembre | @ Sacramento  | V 117-92        | Anthony Davis (25)       | Dwight Howard (13)       | Russell Westbrook (6)  | Golden 1 Center 12 459       | 12 - 11 |

| Match | Date match  | Équipe          | Score          | Meilleur marqueur  | Meilleur rebondeur     | Meilleur passeur       | Lieux Spectateurs               | Série   |
| ----- | ----------- | --------------- | -------------- | ------------------ | ---------------------- | ---------------------- | ------------------------------- | ------- |
| 24    | 3 décembre  | L.A. Clippers   | D 115-119      | Anthony Davis (27) | LeBron James (11)      | Russell Westbrook (9)  | Staples Center 18 997           | 12 - 12 |
| 25    | 7 décembre  | Boston          | V 117-102      | LeBron James (30)  | Anthony Davis (16)     | Russell Westbrook (11) | Staples Center 18 997           | 13 - 12 |
| 26    | 9 décembre  | @ Memphis       | D 95-108       | Anthony Davis (22) | LeBron James (10)      | LeBron James (11)      | FedExForum 16 334               | 13 - 13 |
| 27    | 10 décembre | @ Oklahoma City | V 116-95       | LeBron James (33)  | Russell Westbrook (9)  | Russell Westbrook (7)  | Paycom Center 16 523            | 14 - 13 |
| 28    | 12 décembre | Orlando         | V 106-94       | LeBron James (30)  | LeBron James (11)      | LeBron James (10)      | Staples Center 18 997           | 15 - 13 |
| 29    | 15 décembre | @ Dallas        | V 107-104 (OT) | LeBron James (24)  | Anthony Davis (12)     | Russell Westbrook (9)  | American Airlines Center 20 270 | 16 - 13 |
| 30    | 17 décembre | @ Minnesota     | D 92-110       | Isaiah Thomas (19) | LeBron James (10)      | Rajon Rondo (8)        | Target Center 17 136            | 16 - 14 |
| 31    | 19 décembre | @ Chicago       | D 110-115      | LeBron James (31)  | LeBron James (14)      | Russell Westbrook (8)  | United Center 21 560            | 16 - 15 |
| 32    | 21 décembre | Phoenix         | D 90-108       | LeBron James (34)  | Russell Westbrook (10) | Russell Westbrook (5)  | Staples Center 18 997           | 16 - 16 |
| 33    | 23 décembre | San Antonio     | D 110-138      | LeBron James (36)  | Howard, James (9)      | LeBron James (6)       | Staples Center 18 997           | 16 - 17 |
| 34    | 25 décembre | Brooklyn        | D 115-122      | LeBron James (39)  | Russell Westbrook (12) | Russell Westbrook (11) | Crypto.com Arena 18 997         | 16 - 18 |
| 35    | 28 décembre | @ Houston       | V 132-123      | LeBron James (32)  | Russell Westbrook (12) | LeBron James (11)      | Toyota Center 18 104            | 17 - 18 |
| 36    | 29 décembre | @ Memphis       | D 99-104       | LeBron James (37)  | LeBron James (13)      | Russell Westbrook (12) | FedExForum 17 794               | 17 - 19 |
| 37    | 31 décembre | Portland        | V 139-106      | LeBron James (43)  | LeBron James (14)      | Russell Westbrook (12) | Crypto.com Arena 18 997         | 18 - 19 |

| Match | Date match | Équipe         | Score     | Meilleur marqueur      | Meilleur rebondeur     | Meilleur passeur        | Lieux Spectateurs         | Série   |
| ----- | ---------- | -------------- | --------- | ---------------------- | ---------------------- | ----------------------- | ------------------------- | ------- |
| 38    | 2 janvier  | Minnesota      | V 108-103 | LeBron James (26)      | LeBron James (7)       | James, Westbrook (5)    | Crypto.com Arena 18 343   | 19 - 19 |
| 39    | 4 janvier  | Sacramento     | V 122-114 | LeBron James (31)      | Dwight Howard (14)     | Talen Horton-Tucker (6) | Crypto.com Arena 17 919   | 20 - 19 |
| 40    | 7 janvier  | Atlanta        | V 134-118 | LeBron James (32)      | Russell Westbrook (11) | Russell Westbrook (13)  | Crypto.com Arena 18 997   | 21 - 19 |
| 41    | 9 janvier  | Memphis        | D 119-127 | LeBron James (35)      | LeBron James (9)       | LeBron James (7)        | Crypto.com Arena 18 288   | 21 - 20 |
| 42    | 12 janvier | @ Sacramento   | D 116-125 | LeBron James (34)      | Russell Westbrook (12) | James, Westbrook (6)    | Golden 1 Center 12 199    | 21 - 21 |
| 43    | 15 janvier | @ Denver       | D 96-133  | LeBron James (25)      | LeBron James (9)       | Malik Monk (6)          | Ball Arena 19 520         | 21 - 22 |
| 44    | 17 janvier | Utah           | V 101-95  | LeBron James (25)      | Howard, Westbrook (8)  | LeBron James (7)        | Crypto.com Arena 17 238   | 22 - 22 |
| 45    | 19 janvier | Indiana        | D 104-111 | LeBron James (30)      | LeBron James (12)      | Talen Horton-Tucker (7) | Crypto.com Arena 17 818   | 22 - 23 |
| 46    | 21 janvier | @ Orlando      | V 116-105 | LeBron James (29)      | Russell Westbrook (11) | Russell Westbrook (7)   | Amway Center 18 846       | 23 - 23 |
| 47    | 23 janvier | @ Miami        | D 107-113 | LeBron James (33)      | LeBron James (11)      | Russell Westbrook (9)   | FTX Arena 19 973          | 23 - 24 |
| 48    | 25 janvier | @ Brooklyn     | V 106-96  | LeBron James (33)      | LeBron James (7)       | James, Reaves (6)       | Barclays Center 18 126    | 24 - 24 |
| 49    | 27 janvier | @ Philadelphie | D 87-105  | Anthony Davis (31)     | Anthony Davis (12)     | Malik Monk (5)          | Wells Fargo Center 20 953 | 24 - 25 |
| 50    | 28 janvier | @ Charlotte    | D 114-117 | Russell Westbrook (35) | Austin Reaves (8)      | Anthony, Westbrook (5)  | Spectrum Center 19 469    | 24 - 26 |
| 51    | 30 janvier | @ Atlanta      | D 121-129 | Malik Monk (33)        | Malik Monk (10)        | Russell Westbrook (12)  | State Farm Arena 17 391   | 24 - 27 |

| Match                  | Date match | Équipe              | Score          | Meilleur marqueur  | Meilleur rebondeur     | Meilleur passeur         | Lieux Spectateurs       | Série   |
| ---------------------- | ---------- | ------------------- | -------------- | ------------------ | ---------------------- | ------------------------ | ----------------------- | ------- |
| 52                     | 2 février  | Portland            | V 99-94        | Anthony Davis (30) | Anthony Davis (15)     | Russell Westbrook (13)   | Crypto.com Arena 17 259 | 25 - 27 |
| 53                     | 3 février  | @ L.A. Clippers     | D 110-111      | Anthony Davis (30) | Anthony Davis (17)     | Malik Monk (7)           | Crypto.com Arena 19 068 | 25 - 28 |
| 54                     | 5 février  | New York            | D 122-115 (OT) | LeBron James (29)  | Anthony Davis (17)     | LeBron James (10)        | Crypto.com Arena 18 997 | 26 - 28 |
| 55                     | 8 février  | Milwaukee           | D 116-131      | LeBron James (27)  | Russell Westbrook (10) | LeBron James (8)         | Crypto.com Arena 18 997 | 26 - 29 |
| 56                     | 9 février  | @ Portland          | D 105-107      | LeBron James (30)  | Davis, James (7)       | Horton-Tucker, James (7) | Moda Center 19 393      | 26 - 30 |
| 57                     | 12 février | @ Golden State      | D 115-117      | LeBron James (26)  | LeBron James (15)      | LeBron James (8)         | Chase Center 18 064     | 26 - 31 |
| 58                     | 16 février | Utah                | V 106-101      | LeBron James (33)  | LeBron James (8)       | James, Westbrook (6)     | Crypto.com Arena 17 787 | 27 - 31 |
| NBA All-Star Game 2022 |            |                     |                |                    |                        |                          |                         |         |
| 59                     | 25 février | L.A. Clippers       | D 102-105      | LeBron James (21)  | Dwight Howard (16)     | Malik Monk (6)           | Crypto.com Arena 18 997 | 27 - 32 |
| 60                     | 27 février | La Nouvelle-Orléans | D 95-123       | LeBron James (32)  | Dwight Howard (11)     | Talen Horton-Tucker (5)  | Crypto.com Arena 17 536 | 27 - 33 |

| Match | Date match | Équipe                | Score          | Meilleur marqueur        | Meilleur rebondeur     | Meilleur passeur        | Lieux Spectateurs                 | Série   |
| ----- | ---------- | --------------------- | -------------- | ------------------------ | ---------------------- | ----------------------- | --------------------------------- | ------- |
| 61    | 1er mars   | Dallas                | D 104-109      | LeBron James (26)        | LeBron James (12)      | Russell Westbrook (8)   | Crypto.com Arena 17 857           | 27 - 34 |
| 62    | 3 mars     | @ L.A. Clippers       | D 111-132      | LeBron James (26)        | James, Westbrook (8)   | D. J. Augustin (6)      | Crypto.com Arena 19 068           | 27 - 35 |
| 63    | 5 mars     | Golden State          | V 124-116      | LeBron James (56)        | LeBron James (10)      | Malik Monk (5)          | Crypto.com Arena 18 997           | 28 - 35 |
| 64    | 7 mars     | @ San Antonio         | D 110-117      | Talen Horton-Tucker (18) | Russell Westbrook (10) | Russell Westbrook (6)   | AT&T Center 18 354                | 28 - 36 |
| 65    | 9 mars     | @ Houston             | D 130-139 (OT) | Russell Westbrook (30)   | LeBron James (14)      | LeBron James (12)       | Toyota Center 18 055              | 28 - 37 |
| 66    | 11 mars    | Washington            | V 122-109      | LeBron James (50)        | LeBron James (7)       | Russell Westbrook (9)   | Crypto.com Arena 18 997           | 29 - 37 |
| 67    | 13 mars    | @ Phoenix             | D 111-140      | LeBron James (31)        | LeBron James (7)       | LeBron James (6)        | Footprint Center 17 071           | 29 - 38 |
| 68    | 14 mars    | Toronto               | D 103-114      | LeBron James (30)        | Gabriel, James (9)     | Talen Horton-Tucker (5) | Crypto.com Arena 18 228           | 29 - 39 |
| 69    | 16 mars    | @ Minnesota           | D 104-124      | LeBron James (19)        | Dwight Howard (6)      | Malik Monk (6)          | Target Center 17 136              | 29 - 40 |
| 70    | 18 mars    | @ Toronto             | V 128-123 (OT) | LeBron James (36)        | Russell Westbrook (10) | Russell Westbrook (10)  | Scotiabank Arena 19 800           | 30 - 40 |
| 71    | 19 mars    | @ Washington          | D 119-127      | LeBron James (38)        | James, Westbrook (10)  | Russell Westbrook (8)   | Capital One Arena 20 476          | 30 - 41 |
| 72    | 21 mars    | @ Cleveland           | V 131-120      | LeBron James (38)        | LeBron James (11)      | LeBron James (12)       | Rocket Mortgage FieldHouse 19 432 | 31 - 41 |
| 73    | 23 mars    | Philadelphie          | D 121-126      | Howard, Westbrook (24)   | Gabriel, Westbrook (9) | Johnson, Westbrook (8)  | Crypto.com Arena 18 997           | 31 - 42 |
| 74    | 27 mars    | @ La Nouvelle-Orléans | D 108-116      | LeBron James (39)        | Dwight Howard (10)     | Trois joueurs (6)       | Smoothie King Center 18 516       | 31 - 43 |
| 75    | 29 mars    | @ Dallas              | D 110-128      | Malik Monk (28)          | Russell Westbrook (8)  | Russell Westbrook (6)   | American Airlines Center 20 382   | 31 - 44 |
| 76    | 31 mars    | @ Utah                | D 109-122      | Russell Westbrook (24)   | Dwight Howard (12)     | Russell Westbrook (7)   | Vivint Smart Home Arena 18 306    | 31 - 45 |

| Match | Date match | Équipe              | Score          | Meilleur marqueur        | Meilleur rebondeur     | Meilleur passeur        | Lieux Spectateurs       | Série   |
| ----- | ---------- | ------------------- | -------------- | ------------------------ | ---------------------- | ----------------------- | ----------------------- | ------- |
| 77    | 1er avril  | La Nouvelle-Orléans | D 111-114      | LeBron James (38)        | Anthony Davis (12)     | Malik Monk (7)          | Crypto.com Arena 18 997 | 31 - 46 |
| 78    | 3 avril    | Denver              | D 118-129      | Anthony Davis (28)       | Russell Westbrook (10) | Anthony Davis (8)       | Crypto.com Arena 18 997 | 31 - 47 |
| 79    | 5 avril    | @ Phoenix           | D 110-121      | Russell Westbrook (28)   | Anthony Davis (13)     | Austin Reaves (6)       | Footprint Center 17 071 | 31 - 48 |
| 80    | 7 avril    | @ Golden State      | D 112-128      | Talen Horton-Tucker (40) | Dwight Howard (12)     | Malik Monk (4)          | Chase Center 18 064     | 31 - 49 |
| 81    | 8 avril    | Oklahoma City       | V 120-101      | Stanley Johnson (21)     | Trois joueurs (8)      | Horton-Tucker, Monk (5) | Crypto.com Arena 18 997 | 32 - 49 |
| 82    | 10 avril   | @ Denver            | V 146-141 (OT) | Malik Monk (41)          | Austin Reaves (16)     | Austin Reaves (10)      | Ball Arena 19 520       | 33 - 49 |

### Confrontations en saison régulière
| Conférence Est      | Conférence Est                              | Conférence Est                              | Conférence Ouest                            | Conférence Ouest                            | Conférence Ouest                            | Conférence Ouest                            | Conférence Ouest                            |
| Division Atlantique | Division Atlantique                         | Division Atlantique                         | Division Nord-Ouest                         | Division Nord-Ouest                         | Division Nord-Ouest                         | Division Nord-Ouest                         | Division Nord-Ouest                         |
| Équipe              | Domicile                                    | Extérieur                                   | Équipe                                      | Domicile                                    | Domicile                                    | Extérieur                                   | Extérieur                                   |
| ------------------- | ------------------------------------------- | ------------------------------------------- | ------------------------------------------- | ------------------------------------------- | ------------------------------------------- | ------------------------------------------- | ------------------------------------------- |
| Boston              | 117-102                                     | 108-130                                     | Denver                                      | 118-129                                     |                                             | 96-133                                      | 146-141 (OT)                                |
| Brooklyn            | 115-122                                     | 106-96                                      | Minnesota                                   | 83-107                                      | 108-103                                     | 92-110                                      | 104-124                                     |
| New York            | 122-115 (OT)                                | 100-106                                     | Oklahoma City                               | 104-107                                     | 120-101                                     | 115-123                                     | 116-95                                      |
| Philadelphie        | 121-126                                     | 87-105                                      | Portland                                    | 139-106                                     | 99-94                                       | 90-105                                      | 105-107                                     |
| Toronto             | 103-114                                     | 128-123 (OT)                                | Utah                                        | 101-95                                      | 106-101                                     | 109-122                                     |                                             |
|                     | 2-3                                         | 2-3                                         |                                             | 6-3                                         | 6-3                                         | 2-7                                         | 2-7                                         |
| Division            | 4-6                                         | 4-6                                         | Division                                    | 8-10                                        | 8-10                                        | 8-10                                        | 8-10                                        |
| Division Centrale   | Division Centrale                           | Division Centrale                           | Division Pacifique                          | Division Pacifique                          | Division Pacifique                          | Division Pacifique                          | Division Pacifique                          |
| Équipe              | Domicile                                    | Extérieur                                   | Équipe                                      | Domicile                                    | Domicile                                    | Extérieur                                   | Extérieur                                   |
| Chicago             | 103-121                                     | 110-115                                     | Golden State                                | 114-121                                     | 124-116                                     | 115-117                                     | 112-128                                     |
| Cleveland           | 113-101                                     | 131-120                                     | L.A. Clippers                               | 115-119                                     | 102-105                                     | 110-111                                     | 111-132                                     |
| Detroit             | 110-106                                     | 121-116                                     |                                             |                                             |                                             |                                             |                                             |
| Indiana             | 104-111                                     | 124-116 (OT)                                | Phoenix                                     | 105-115                                     | 90-108                                      | 111-140                                     | 110-121                                     |
| Milwaukee           | 116-131                                     | 102-109                                     | Sacramento                                  | 137-141 (3OT)                               | 122-114                                     | 117-92                                      | 116-125                                     |
|                     | 2-3                                         | 3-2                                         |                                             | 2-6                                         | 2-6                                         | 1-7                                         | 1-7                                         |
| Division            | 5-5                                         | 5-5                                         | Division                                    | 3-13                                        | 3-13                                        | 3-13                                        | 3-13                                        |
| Division Sud-Est    | Division Sud-Est                            | Division Sud-Est                            | Division Sud-Ouest                          | Division Sud-Ouest                          | Division Sud-Ouest                          | Division Sud-Ouest                          | Division Sud-Ouest                          |
| Équipe              | Domicile                                    | Extérieur                                   | Équipe                                      | Domicile                                    | Domicile                                    | Extérieur                                   | Extérieur                                   |
| Atlanta             | 134-118                                     | 121-129                                     | Dallas                                      | 104-109                                     |                                             | 107-104 (OT)                                | 110-128                                     |
| Charlotte           | 126-123 (OT)                                | 114-117                                     | Houston                                     | 95-85                                       | 119-117                                     | 132-123                                     | 130-139 (OT)                                |
| Miami               | 120-117 (OT)                                | 107-113                                     | Memphis                                     | 121-118                                     | 119-127                                     | 95-108                                      | 99-104                                      |
| Orlando             | 106-94                                      | 116-105                                     | New Orleans                                 | 95-123                                      | 111-114                                     | 108-116                                     |                                             |
| Washington          | 122-109                                     | 119-127                                     | San Antonio                                 | 114-106                                     | 110-138                                     | 125-121 (OT)                                | 110-117                                     |
|                     | 5-0                                         | 1-4                                         |                                             | 4-5                                         | 4-5                                         | 3-6                                         | 3-6                                         |
| Division            | 6-4                                         | 6-4                                         | Division                                    | 7-11                                        | 7-11                                        | 7-11                                        | 7-11                                        |
| Conférence          | 15-15 (Domicile : 9-6; Extérieur : 6-9)     | 15-15 (Domicile : 9-6; Extérieur : 6-9)     | Conférence                                  | 18-34 (Domicile : 12-14; Extérieur : 6-20)  | 18-34 (Domicile : 12-14; Extérieur : 6-20)  | 18-34 (Domicile : 12-14; Extérieur : 6-20)  | 18-34 (Domicile : 12-14; Extérieur : 6-20)  |
| Total               | 33-49 (Domicile : 21-20; Extérieur : 12-29) | 33-49 (Domicile : 21-20; Extérieur : 12-29) | 33-49 (Domicile : 21-20; Extérieur : 12-29) | 33-49 (Domicile : 21-20; Extérieur : 12-29) | 33-49 (Domicile : 21-20; Extérieur : 12-29) | 33-49 (Domicile : 21-20; Extérieur : 12-29) | 33-49 (Domicile : 21-20; Extérieur : 12-29) |

## Classements
| Conférence Ouest | Conférence Ouest                    | Conférence Ouest | Conférence Ouest | Conférence Ouest | Conférence Ouest | Conférence Ouest | Conférence Ouest |
| No               | Franchise                           | Vic.             | Def.             | MJ               | V/D              | GB               |                  |
| ---------------- | ----------------------------------- | ---------------- | ---------------- | ---------------- | ---------------- | ---------------- | ---------------- |
| 1                | z - Suns de Phoenix                 | 64               | 18               | 82               | .780             | –                |                  |
| 2                | y - Grizzlies de Memphis            | 56               | 26               | 82               | .683             | 8                |                  |
| 3                | x - Warriors de Golden State        | 53               | 29               | 82               | .646             | 11               |                  |
| 4                | x - Mavericks de Dallas             | 52               | 30               | 82               | .634             | 12               |                  |
| 5                | y - Jazz de l'Utah                  | 49               | 33               | 82               | .598             | 15               |                  |
| 6                | x - Nuggets de Denver               | 48               | 34               | 82               | .585             | 16               |                  |
|                  |                                     |                  |                  |                  |                  |                  |                  |
| 7                | x - Timberwolves du Minnesota       | 46               | 36               | 82               | .561             | 18               |                  |
| 8                | pi - Clippers de Los Angeles        | 42               | 40               | 82               | .512             | 22               |                  |
| 9                | x - Pelicans de La Nouvelle-Orléans | 36               | 46               | 82               | .439             | 28               |                  |
| 10               | pi - Spurs de San Antonio           | 34               | 48               | 82               | .415             | 30               |                  |
|                  |                                     |                  |                  |                  |                  |                  |                  |
| 11               | o - Lakers de Los Angeles           | 33               | 49               | 82               | .402             | 31               |                  |
| 12               | o - Kings de Sacramento             | 30               | 52               | 82               | .366             | 34               |                  |
| 13               | o - Trail Blazers de Portland       | 27               | 55               | 82               | .329             | 37               |                  |
| 14               | o - Thunder d'Oklahoma City         | 24               | 58               | 82               | .293             | 40               |                  |
| 15               | o - Rockets de Houston              | 20               | 62               | 82               | .244             | 44               |                  |

| Division Pacifique           | V  | D  | MJ | V/D  | GB | Dom   | Ext   | Div  |
| ---------------------------- | -- | -- | -- | ---- | -- | ----- | ----- | ---- |
| z - Suns de Phoenix          | 64 | 18 | 82 | .780 | –  | 32–9  | 32–9  | 10–6 |
| x - Warriors de Golden State | 53 | 29 | 82 | .646 | 11 | 31–10 | 22–19 | 12–4 |
| o - Clippers de Los Angeles  | 42 | 40 | 82 | .512 | 22 | 25–16 | 17–24 | 9–7  |
| o - Lakers de Los Angeles    | 33 | 49 | 82 | .402 | 31 | 21–20 | 12–29 | 3–13 |
| o - Kings de Sacramento      | 30 | 52 | 82 | .366 | 34 | 16–25 | 14–27 | 6–10 |